# Hong-jin Na

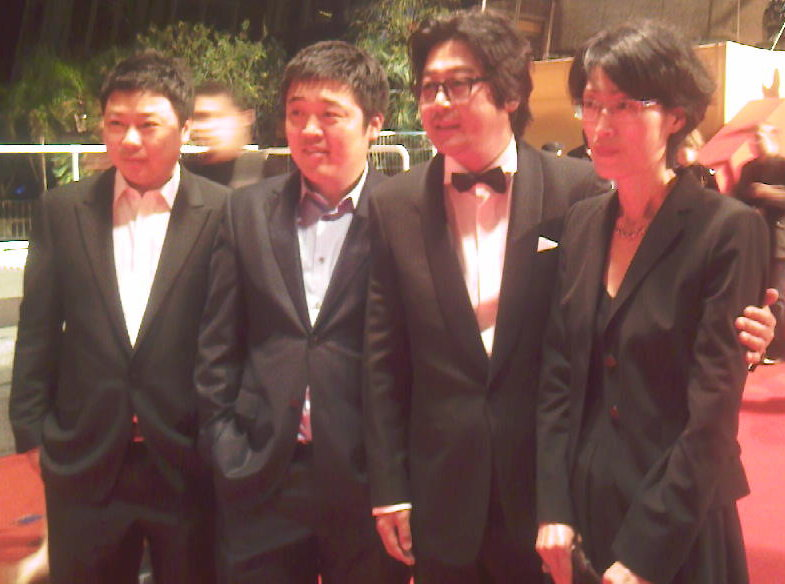
Equip de la pel·lícula The Chaser

Hong-jin Na (en hangul, 나홍진, Na Hong-jin, 1974) és un director de cinema i guionista sud-coreà.
Es caracteritza per desenvolupar històries de cinema negre amb personatges predestinats fatalment en un món on no hi ha futur per a ningú i la naturalesa de l'ésser humà és essencialment malvada.

## Filmografia
- 2010 — Hwanghae (The Yellow Sea)
- 2008 — Chugyeogja (The Chaser)
- 2016 — Gokseong (The Wailing)

## Premis
- PaekSang Arts Award: Gran Premi de Cinema
- PaekSang Arts Award al Millor Director Debutant de Cinema

## Nominacions
- Asian Film Award al Millor Director
- Asian Film Award al Millor Guionista